# Yulia Kovas
Yulia Kovas, född 12 mars 1973 i dåvarande Leningrad i Sovjetunionen, är en rysk-brittisk genetiker och psykolog, verksam i Storbritannien.
Yulia Kovas tog kandidatexamina i litteratur och språk och i psykologi samt en magisterexamen i genetik vid Sankt Petersburgs universitet. Hon var lärare i London 1993–1996 och blev forskare på Social Genetic and Developmental Psychiatry Centre vid King's College London i London 2003–2005. Hon blev lärare vid Birkbeck College vid University of London 2005.
Hon har varit chef för International Centre for Research in Human Development vid Universitetet i Tomsk i Tomsk i Ryssland omkring 2014. Hon är (2019) professor i genetik och psykologi vid Goldsmiths vid University of London i Storbritannien.